# IPSA (bourse)

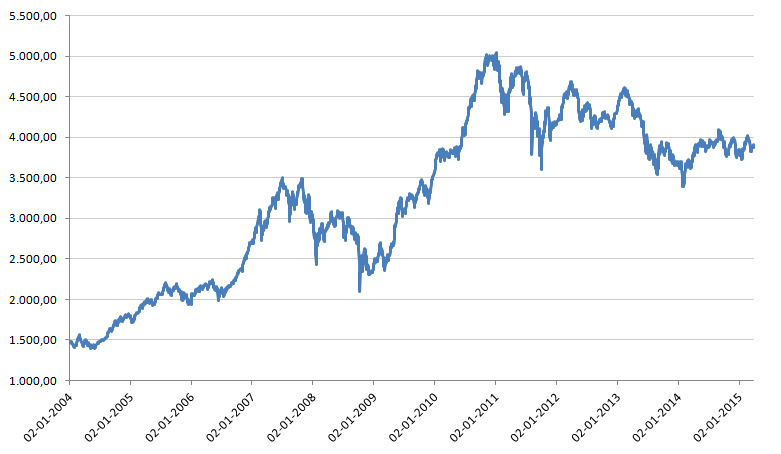
Évolution de l’IPSA entre 2004 et 2015.

L'IPSA (en espagnol : Indice de Precio Selectivo de Acciones) est un indice boursier chilien composé des 40 principales capitalisations boursières du pays.

## Corrélation avec les autres bourses
Les performances annuelles de l'indice IPSA se sont rapprochées de celles du Dow Jones, du DAX, du CAC 40 et du Footsie, les grands marchés boursiers étant de plus en plus dépendants les uns des autres depuis une quinzaine d'années.

## Composition
Au 23 juin 2011, l'IPSA se composait des titres suivants:
| Code        | Société                            | Poids indiciel | Secteur                       |
| ----------- | ---------------------------------- | -------------- | ----------------------------- |
| ANDINAB CC  | Embotelladora Andina               | 1.12 %         | Consommation non cyclique     |
| ANTAR CC    | AntarChile                         | 2.87 %         | Industrie                     |
| BCI CI      | Banco de Crédito e Inversiones     | 3.7 %          | Finance                       |
| BESALCO CC  | Besalco                            | 0.48 %         | Industrie                     |
| BSAN CC     | Banco Santander Chile              | 4.34 %         | Finance                       |
| CAP CC      | CAP                                | 5.43 %         | Matériaux                     |
| CCU CC      | Compañía de Cervecerías Unidas     | 1.45 %         | Consommation non cyclique     |
| CENCOSUD CC | Cencosud                           | 6.31 %         | Consommation non cyclique     |
| CGE CC      | Compañia General de Electricidad   | 0.93 %         | Services aux collectivités    |
| CHILE CI    | Banco de Chile                     | 2.76 %         | Finance                       |
| CMPC CI     | Empresas CMPC                      | 5.72 %         | Matériaux                     |
| COLBUN CC   | Colbún                             | 2.87 %         | Services aux collectivités    |
| CONCHA CC   | Concha y Toro                      | 1.32 %         | Consommation non cyclique     |
| COPEC CC    | Empresas Copec                     | 10.76 %        | Industrie                     |
| CORPBANC CI | Corpbanca                          | 0.98 %         | Finance                       |
| ENDESA CC   | Empresa Nacional de Electricidad   | 7.09 %         | Services aux collectivités    |
| ENERSIS CC  | Enersis                            | 6.77 %         | Services aux collectivités    |
| ENTEL CC    | Entel Chile                        | 2.37 %         | Télécommunications            |
| FALAB CI    | SACI Falabella                     | 4.4 %          | Consommation cyclique         |
| GENER CC    | AES Gener                          | 1.6 %          | Services aux collectivités    |
| HITES CC    | Empresas Hites                     | 0.15 %         | Consommation cyclique         |
| IAM CI      | Inversiones Aguas Metropolitanas   | 0.75 %         | Services aux collectivités    |
| IANSA CC    | Empresas Iansa                     | 0.24 %         | Consommation non cyclique     |
| LAN CC      | Lan Airlines                       | 7.19 %         | Industrie                     |
| LAPOLAR CC  | Empresas La Polar                  | 0.34 %         | Consommation cyclique         |
| MASISA CC   | Masisa                             | 0.39 %         | Matériaux                     |
| MOLYMET CC  | Molibdenos y Metales               | 1.99 %         | Matériaux                     |
| MULTIFOO CC | Multiexport Foods                  | 0.2 %          | Consommation non cyclique     |
| NORTEG CI   | Norte Grande                       | 0.52 %         | Finance                       |
| PARAUCO CC  | Parque Arauco                      | 1.13 %         | Finance                       |
| PAZ CC      | PAZ Corp                           | 0.17 %         | Finance                       |
| QUINENC CC  | Quinenco                           | 0.77 %         | Industrie                     |
| RIPLEY CC   | Ripley Corp                        | 0.93 %         | Consommation cyclique         |
| SALFACOR CI | Salfacorp                          | 1.1 %          | Industrie                     |
| SK CC       | Sigdo Koppers                      | 0.38 %         | Industrie                     |
| SMCHILEB CC | Sociedad Matriz Banco de Chile     | 1.88 %         | Finance                       |
| SOCOVESA CC | Socovesa                           | 0.45 %         | Consommation cyclique         |
| SONDA CC    | Sonda                              | 1.03 %         | Technologies de l'information |
| SQM/B CC    | Sociedad Química y Minera de Chile | 6.25 %         | Matériaux                     |
| VAPORES CI  | Compañía Sud Americana de Vapores  | 0.88 %         | Industrie                     |